# 木本昌秀
木本 昌秀（きもと まさひで、1957年9月23日 - ）は、日本の気象学者。東京大学大気海洋研究所教授・副所長を経て、国立環境研究所理事長。Ph.D.（カリフォルニア大学ロサンゼルス校大気科学部）。専門分野は気象学・海洋物理・陸水学など。

## 経歴
大阪府出身。大阪府立三国丘高等学校を経て、1980年に京都大学理学部地球物理学科を卒業後、気象庁に入庁。成田空港での観測やカリフォルニア大学ロサンゼルス校への留学を経て、気象庁予報部、気象研究所に勤めた。東京大学気候システム研究センター助教授を経て、2001年より東京大学大気海洋研究所の教授・副所長。気象学および気候力学を専門とし、様々な気象現象の研究を行なっている。2009年、「分解能気候システムモデルを用いた地球温暖化と降水量変動予測に関する研究」の業績により、日産科学賞を受賞。
2021年4月1日、国立環境研究所理事長に就任。

## 受賞歴
- 気象庁長官表彰（1995年、2018年）
- 日本気象学会賞（2004年）
- 日産科学賞（2009年）
- 日本気象学会藤原賞（2015年）

## 書籍
- 2017年『「異常気象」の考え方』ISBN 9784254167757
- 2013年『パーフェクト図解天気と気象: 異常気象のすべてがわかる!』ISBN 9784054057463